# Szilágyi András (szerkesztő)
Szilágyi András (Budapest, 1954) televíziós forgatókönyvíró, rendező, szerkesztő, író.

## Életpályája
Húszéves kora óta a Magyar Televízióban dolgozik.

## Munkái
- 1981–2004 Szeszélyes évszakok szerkesztő, rendező (198 részes televíziós szórakoztató sorozat)
- 1991–2001 Uborka (bábkabaré) szerkesztő, rendező (szórakoztató műsorsorozat)
- 1989 Szilveszter 1990 – Bakiparádé, rendező (magyar szórakoztató műsor, 8 perc)
- 1984 Rafinált bűnösök, forgatókönyvíró (magyar tévéfilm, 66 perc)
  - Alfonzó szenvedélyei, forgatókönyvíró (magyar szórakoztató műsor, 36 perc)
- 1979 Liftrapszódia, forgatókönyvíró (magyar zenés film)
  - Alfonshow, forgatókönyvíró (magyar burleszk, 26 perc)
- 1978 Második otthonunk: A munkahely, szerkesztő (68 perc)
  - Lidérces álmok, forgatókönyvíró (magyar kisjátékfilm)
  - Gálvölgyi János műsora – Gőzben, író (magyar szórakoztató műsor, 90 perc)
  - Félkész cirkusz, forgatókönyvíró (magyar tévéfilm)
  - A plakátragasztó, forgatókönyvíró (magyar tévéfilm)
- 1977 Második otthonunk: Az SZTK, szerkesztő (68 perc)
  - Második otthonunk: Az áruház, szerkesztő
- Szeletek a tortámból – Máthé Erzsi születésnapi műsora, szerkesztő (74 perc)
- Munka-Társ, riporter (magyar magazinműsor, 25 perc)
- Defekt duó, szerkesztő (magyar kabaréshow, 44 perc)
- Antalosdi, szerkesztő (magyar kabaréshow, 80 perc)